# Tractat d'Oujda
El Tractat d'Oujda (també conegut com el Tractat d'Uxda, el Tractat Libi-Marroquí o el Tractat de la Federació Aràbic-Africana) fou un tractat signat el 13 d'agost de 1984 entre el rei Hassan II de Marroc i Moammar al-Gaddafi de Gran Jamahiriyya Àrab Líbia Popular Socialista a la ciutat marroquina d'Oujda, al Rif. Aquest tractat implicava la unió entre els dos països signants i la polarització entre el Marroc i Algèria en la regió del Magrib. Va ser aprovat pels votants marroquins en un referèndum en el dia 31 d'agost, i pel Congrés General del Poble (Líbia). Segons l'article 1, l'objectiu del tractat era crear la Unió Àrab-Africana.
El Tractat, que implica una aliança entre Marroc i Líbia, ha generat malestar en els Estats Units, França, Espanya i també països africans com Costa d'Ivori o el Gabon. A més, el president dels Estats Units en aquell moment, Ronald Reagan, desconfiava del Moammar al-Gaddafi a qui considerava un "instigador del terrorisme internacional". Aquest malestar es va traslladar a conflictes com el de Txad-Líbia i el de Sàhara Occidental.

## Context
El president libi va seguir una política exterior panarabista, és a dir, tenia com objectiu assolir la unitat del món àrab. Tenint la vista posada en aquest objectiu, en les dècades de 1970 i 1980 Líbia va signar una sèrie de tractats d'unió que avançèssin en una integració regional; en 1972 amb Egipte, en 1974 amb Tunísia, en 1980 amb Síria i en 1981 amb el Txad.
El Tractat amb el Marroc arriba un any després que Algèria, Tuníssia i Mauritània signèssin el Tractat de Fraternitat i Concòrdia. Aquest fet suposaria una vertebració de "dos Eixos" o de dos blocs en el Magrib que es deuria principalment a les rivalitats existents entre Marroc i Algèria.

## Contingut
El Tractat disposa d'un preàmbul i setze articles. En el prèambul, que s'exposa els motius del tractat, si bé el seu objectiu és crear un "Gran Magrib àrab", això només constitueix un pas necessari per la seva verdadera aspiració, la del panarabisme, és a dir, unitat dels pobles àrabs en una sola nació. També considera un perill pel poble àrab i musulmà el sionisme i la vulneració dels valors islàmics i drets dels iranians i així com els principis i ideals que es basa la comunitat internacional per part de la República Islàmica de l'Iran, governada per l'aiatol·là Khomeini. Dels setze articles, n'hi ha tres que destaquen; l'article 4 que fa referència en la creació d'un consell de Defensa, l'article 9, sobre l'establiment d'una diplomàcia ferma en l'àmbit de la defensa i el més important, l'article 12, on estableix que "qualsevol agressió contra un dels dos Estats constitueix una agressió contra l'altre".

## Moviments diplomàtics
Arran del tractat, van succeir diversos moviments diplomàtics per part de diferents països africans, europeus i nord-americans per tractar de minimitzar les conseqüències d'aquest als seus interessos.

### Ofensiva estatunidenca
Poc després de la signatura del tractat fins a setembre, el president Ronald Reagan va enviar al general Vernon Walters, ex-director de la CIA, a intentar convèncer a Hassan II de la poca fiabilitat del règim libi en diverses ocasions. Després, s'anà a reunir-se amb el president de Tuníssia, Habib Burguiba. Reagan va tornar a desplegar la Sisena Flota dels Estats Units a les costes líbies, en concret, al golf de Sirtre, com a mesura de pressió.

### Ofensiva francesa
El govern francés va prioritzar el conflicte de Txad. El president francés, François Mitterrand es va reunir diverses vegades amb el rei Hassan II. Al mateix temps, el seu ministre d'Exteriors, Claude Cheysson, va visitar Algèria i Tuníssia i el seu ministre de Defensa, Charles Hernu, va viatjar a Txad. Així mateix, el ministre de Desenvolupament i Cooperació francés, Christian Nucci, es va reunir amb el president malià, Moussa Traoré, que era el més reticent dels països participants en la Cimera de Nouakchott respecte la iniciativa marroquí-libi.
| «                               | Vam anar a aquest país per a assegurar la sobirania, la independència i la integritat del Txad, que està amenaçat per la presència d'un exèrcit estranger (en referència al libi). Que es vagin tots els exèrcits estrangers! […] Si ells se'n van, nosaltres també. | » |
| — François Mitterrand, Le Monde | |   |

### Cimera de Nouakchott
Aquesta cimera anual (des de 1982) que es duu a terme a la capital de Mauritània es van reunir els caps d'Estat de Mali (Moussa Traoré), Algèria (Chadli Bendjedid) i Mauritània (Ould Haidailla). Es va tractar sobre l'assumpte i els moviments de Mitterrand i les seves conseqüències negatives al necessari equilibri de Magrib.

### Pugna entre Marroc i Algèria
La polarització en dos blocs liderats per Marroc i Algèria ha suposat també una mobilització de diplomàtics d'aquests dos països per contenir els esforços de l'altre i buscar suports per la seva causa. Es van centrar principalment en els països membres de l'OUA. Per una banda, Marroc va enviar el seu principal conseller, Reda Guedira, a Washington mentre que envià diplomàtics a Egipte, Sudan, Senegal, Gabon, Síria i a Àlgeria. Per l'altre banda, Algèria envià els seus diplomàtics a Egipte, Sudan, Senegal, Gabon, Costa d'Ivori, Mali, Níger.

### L'assumpte de Ceuta i Melilla
Tant el rei Hassan II en unes afirmacions irrendentistes que va fer en una entrevista com les declaracions reivindicatives respecte les dues ciutats que va fer al-Gaddafi a Palma quan va anar en una reunió secreta d'unes tres hores amb el president del Govern espanyol, Felipe González. Per això, l'opinió pública espanyola va veure el tractat com una amenaça directa a les úniques dues ciutats espanyoles situades al territori continental africà, Ceuta i Melilla. No obstant això, tant des de la part marroquina a través de l'ambaixador marroquí a Madrid en aquell moment, Abdelhafid Kadiri, com des de la part espanyola a través de González i seu ministre d'Exteriors, Fernando Morán, van desmentir-ho.
| « | El Tractat d'Uxda no és una operació destinada a pressionar sobre nosaltres perquè la motivació de l'acord no és, per part del Marroc, buscar suport de Líbia per reafirmar la seva reivindicació sobre Ceuta i Melilla. És una reivindicació plantejada pel Marroc però no en els fòrums internacionals. Només l'any 1974, quan la crisi del Sàhara, hi hagué un intent de plantejar el tema en el Comitè de Descolonització de les Nacions Unides [...]. En el discurs del rei Hassan II hi ha una referència a les ciutats del nord, però és menys explícita que en altres casos. L'ambaixador marroquí ha vingut a explicar-me el contingut del tractat i a assenyalar que no significa, en absolut, un canvi en les nostres relacions, inclòs el problema territorial que el Marroc manté com principi, però que no actualitza. | » |
| — Fernando Morán, Entrevista al setmanari Cambio-16, nº 667 (recollit en l'article de González Losada) | |   |